# Arnold Vosloo
Arnold Vosloo (Pretoria, 16 juni 1962) is een Zuid-Afrikaans acteur. Hij speelde onder meer de titelrol in The Mummy (1999). Hij emigreerde voor zijn filmcarrière naar de Verenigde Staten.
Vosloo won enkele acteerprijzen voor zijn toneelrollen in zijn geboorteland voordat hij emigreerde.

## Filmografie

### Films
- Silverton Siege (2022)
- Griekwastad (2019)
- Shark Killer (2015)
- Odd Thomas (2013)
- G.I. Joe: Retaliation (2013)
- Green Lantern: Emerald Knights (2011) stemacteur
- All-Star Superman (2011) stemacteur
- DC Showcase: Superman/Shazam!: The Return of Black Adam (2010) stemacteur
- G.I. Joe: The Rise of Cobra (2009)
- Odysseus and the Isle of the Mists (2008)
- Fire and Ice (2008)
- Living & Dying (2007)
- Hidden Camera (2007)
- Blood Diamond (2006)
- Im Auftrag des Vatikans (2005)
- Boiling Point: Road to Hell (2005) stemacteur
- Forgiveness (2004)
- Alias (2004)
- Meltdown (2004)
- Revenge of the Mummy: The Ride (2004) stemacteur
- Endangered Species (2003)
- The Red Phone: Checkmate (2003)
- Agent Cody Banks (2003)
- Global Effect (2002)
- The Red Phone: Manhunt (2002)
- Warrior Angels (2002)
- Con Express (2002)
- The Mummy Returns (2001)
- The Mummy (1999)
- Progeny (1998)
- Rough Draft (1998)
- Zeus and Roxanne (1997)
- Darkman III: Die Darkman Die (1996)
- Darkman II: The Return of Durant (1995)
- Hard Target (1993)
- Red Shoe Diaries 2: Double Dare (1993) video
- The Finishing Touch (1992)
- 1492: Conquest of Paradise (1992)
- Living to Die (1990)
- The Rutanga Tapes (1990)
- The Revenger (1990)
- Buried Alive (1990)
- Reason to Die (1990)
- Circles in a Forest (1989)
- The Revenger (1989)
- Act of Piracy (1988)
- Skeleton Coast (1988)
- Steel Dawn (1987)
- Gor (1987)
- Saturday Night at the Palace (1987)
- Boetie op Manoeuvres (1985)
- Morenga (1985)
- Boetie gaan border toe (1984)

### Televisieseries
- Red Shoe Diaries (1992)
- Fallen Angels (1995)
- American Gothic (1995)
- Nash Bridges (1996)
- Strange World (1999-2000)
- Charmed (2000)
- Veritas: The Quest (2003-2004)
- 24 (2005)
- Shark (2007)
- Chuck (2009)
- NCIS: Naval Criminal Investigative Service (2009-2010)
- Psych (2010)
- Bones (2011)
- Young Justice (2011) - Kobra
- Elementary (2013)
- Crisis (2014)
- Grimm (2015)
- Ludik (2022)